# هاری مارتینسون
هاری مارتینسون (به انگلیسی: Harry Martinson) ‏(زاده ۶ مه ۱۹۰۴ – درگذشته ۱۱ فوریه ۱۹۷۸) نویسنده و شاعر برجسته متولد کشور سوئد بود که به همراه ایویند جانسون موفق به اخذ جایزه نوبل ادبیات در سال ۱۹۷۴ گردید. از آنجایی که او و ایویند جانسون هر دو عضو آکادمی نوبل سوئد بودند، جایزهٔ مشترک آنها بحث‌های فراوانی را به همراه داشت. این جایزه در حالی به آنها اهدا شد که ولادیمیر نابوکوف، گراهام گرین، سال بلو و خورخه لوئیس بورخس نیز در آن سال کاندید دریافت آن بودند.
روحیهٔ حساس مارتینسون قادر به تحمل انتقادهایی که به دنبال آن مطرح شد نبود و در سن ۷۳ سالگی در ۱۱ فوریه ۱۹۷۸ در استکهلم سوئد با خودکشی به صورت پاره‌کردن شکم به زندگی خود پایان داد. خودکشی او نوعی رفتار هاراکیریوار دانسته شده است.
در سال ۲۰۰۴، یادبود صدمین سال تولد هاری مارتینسون در سرتاسر سوئد گرامی داشته شد.

## آثار
- دوره‌گرد
- طبیعت
- راهی به سوی حکومت زنگ‌ها
- آنیارا (۱۹۵۶) شعر
- گل‌های گزنده (۱۹۳۶)
- راه خروج (۱۹۳۶)
- مسافرت‌های بی هدف (۱۹۳۲)
- وداع با دماغه (۱۹۳۴)
- پاساد (۱۹۴۵) مجموعه شعر
- راه (۱۹۵۵) داستان